# Prevención de la endogamia
La prevención de la endogamia, o hipótesis de la prevención de la endogamia, es un concepto de la biología evolutiva que se refiere a la prevención de los efectos nocivos de la endogamia. Los animales rara vez evitan la endogamia. La hipótesis de la prevención de la endogamia postula que se desarrollan ciertos mecanismos en una especie, o en una población dada de una especie, como resultado del emparejamiento selectivo y de la selección natural y sexual, para evitar la reproducción entre individuos emparentados. Aunque la endogamia puede imponer ciertos costes evolutivos, la prevención de la endogamia, que limita el número de parejas potenciales para un individuo dado, puede infligir costes de oportunidad. Por tanto, existe un equilibrio entre la endogamia y la evitación de la endogamia. Este equilibrio determina si se desarrollan mecanismos de endogamia y la naturaleza específica de dichos mecanismos.
Un estudio de 2007 demostró que los ratones endogámicos presentaban una supervivencia significativamente menor cuando se reintroducían en un hábitat natural.
La endogamia puede provocar depresión endogámica, que es la reducción de la aptitud de una población dada debido a la consanguinidad. La depresión por endogamia se produce por la aparición de rasgos desventajosos debido al emparejamiento de alelos recesivos deletéreos en la descendencia de una pareja. Cuando dos individuos emparentados se aparean, la probabilidad de que se emparejen alelos recesivos deletéreos en la descendencia resultante es mayor que cuando se aparean individuos no emparentados, debido al aumento de la homocigosidad. Sin embargo, la endogamia también ofrece la oportunidad de purgar genéticamente los alelos deletéreos que, de otro modo, seguirían existiendo en la población y podrían aumentar su frecuencia con el tiempo. Otro posible efecto negativo de la consanguinidad es el debilitamiento del sistema inmunitario debido a la menor diversidad de alelos inmunitarios como resultado de la depresión endogámica.
Una revisión de la genética de la depresión por endogamia en poblaciones de animales y plantas salvajes, así como en humanos, llevó a la conclusión de que la depresión por endogamia y su opuesto, la heterosis (vigor híbrido), están causadas predominantemente por la presencia de alelos deletéreos recesivos en las poblaciones. La endogamia, incluida la autofecundación en plantas y la partenogénesis autómata (thelytoky) en himenópteros, tiende a conducir a la expresión dañina de alelos recesivos deletéreos (depresión por endogamia). La fecundación cruzada entre individuos no emparentados suele enmascarar los alelos recesivos deletéreos en la progenie.
Muchos estudios han demostrado que los individuos homocigóticos suelen estar en desventaja con respecto a los heterocigóticos. Por ejemplo, un estudio realizado en una población de guepardos sudafricanos demostró que la falta de variabilidad genética entre los individuos de la población ha tenido consecuencias negativas para los individuos, como una mayor tasa de mortalidad juvenil y de anomalías espermáticas. Cuando los heterocigotos poseen una ventaja de aptitud en relación con un homocigoto, una población con un gran número de homocigotos tendrá una aptitud relativamente reducida, lo que conducirá a una depresión por endogamia. A través de estos mecanismos descritos, los efectos de la depresión por endogamia suelen ser lo suficientemente graves como para provocar la evolución de mecanismos para evitar la endogamia.

## Mecanismos
Los mecanismos para evitar la endogamia han evolucionado en respuesta a la selección contra la descendencia consanguínea. En la naturaleza, los mecanismos para evitar la endogamia son al menos cuatro: reconocimiento de parentesco, dispersión, cópulas extrapareja/extragrupo y retraso en la maduración/supresión reproductiva. Estos mecanismos no se excluyen mutuamente y en una población puede darse más de uno en un momento dado.

### Reconocimiento de parentesco

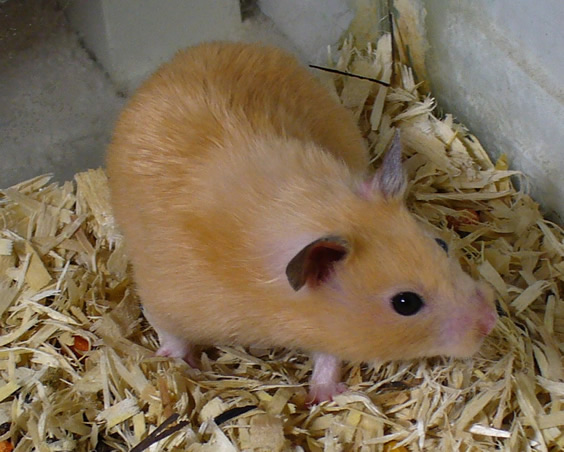
Se ha demostrado que los hámsters dorados utilizan sus propios fenotipos como plantilla para diferenciar entre parientes y no parientes a través del olfato.

El reconocimiento del parentesco es el mecanismo por el que los individuos identifican y evitan aparearse con congéneres estrechamente emparentados. Existen numerosos ejemplos documentados de casos en los que los individuos consideran poco atractivos a los congéneres estrechamente emparentados. En una serie de estudios, los investigadores formaron parejas artificiales de parientes y no parientes (artificiales, es decir, emparejaron preferentemente a individuos para que se apareasen a efectos de los experimentos) y compararon los resultados reproductivos de los dos grupos. En estos estudios, los parientes emparejados mostraron una reproducción reducida y una mayor reticencia al apareamiento en comparación con los no parientes. Por ejemplo, en un estudio de Simmons con grillos de campo, las hembras mostraron una mayor latencia de apareamiento con hermanos y hermanastros que con los que no lo eran. En otra serie de estudios, los investigadores permitieron a los individuos elegir a sus parejas entre congéneres que se encontraban en un espectro de parentesco. En este conjunto, los individuos eran más propensos a elegir congéneres no emparentados que emparentados. Por ejemplo, en un estudio de Krackow et al., se colocó a ratones domésticos machos en una arena con cuatro aberturas separadas que daban a jaulas con ropa de cama de congéneres. Los congéneres presentaban distintos grados de parentesco con los sujetos de la prueba, y los machos prefirieron significativamente la ropa de cama de los no hermanos a la de las hembras emparentadas.
Los estudios han demostrado que el reconocimiento de los parientes está más desarrollado en las especies en las que los patrones de dispersión facilitan los encuentros frecuentes entre parientes adultos.

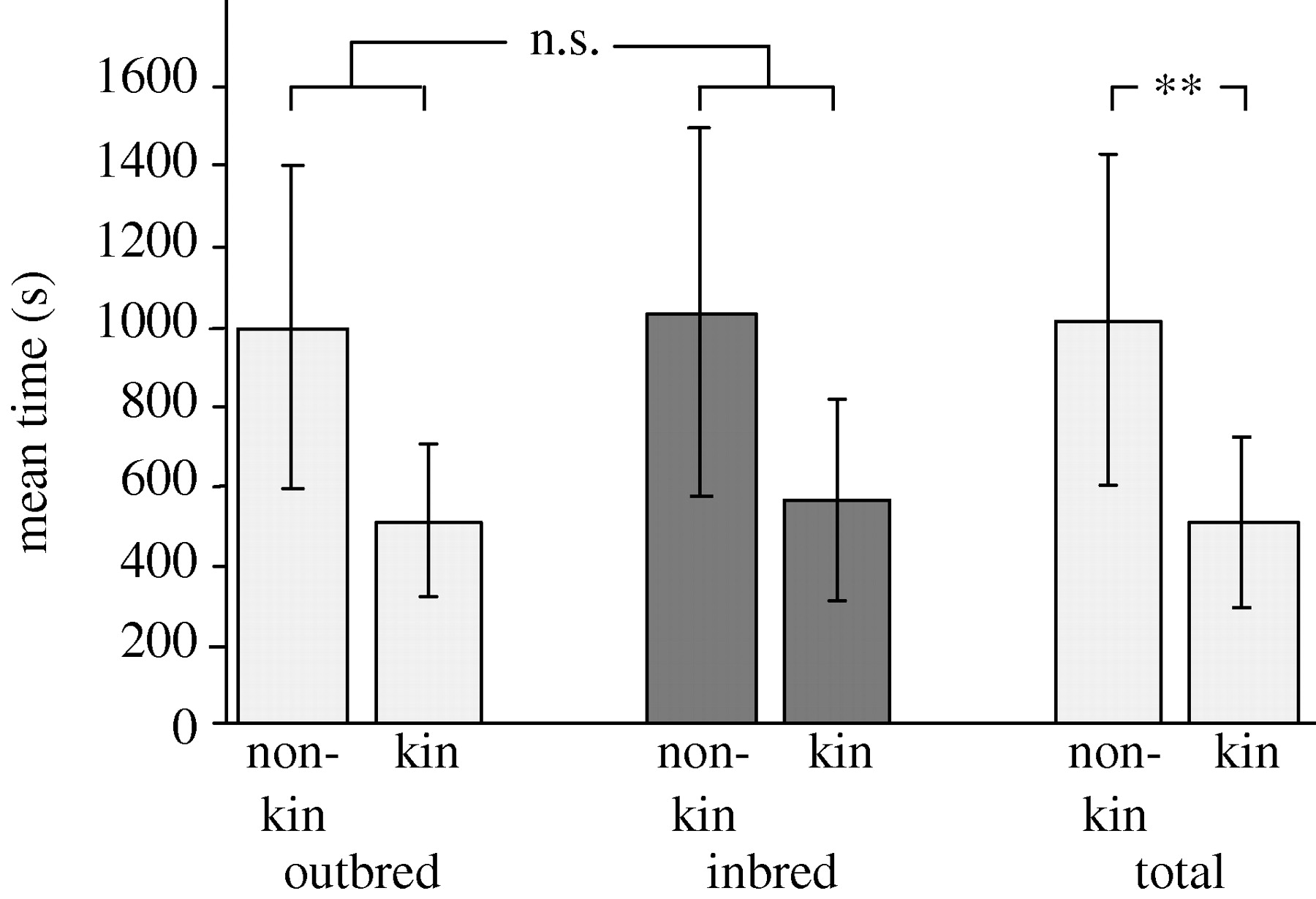
Tiempo medio (±s.d.) que las hembras pasaron cortejando delante de los no parientes (barras de la izquierda) y de los hermanos (barras de la derecha). Se indica el tiempo que las hembras pasaron en la zona de elección de 7×19 cm frente a los compartimentos de los machos para los peces no consanguíneos (n=9) y consanguíneos (n=7), así como para todas las hembras (n=16). Cada prueba duró 1800 s. n.s., no significativo, **p<0,01.

Existe una gran variación en los mecanismos utilizados para el reconocimiento del parentesco. Estos mecanismos incluyen el reconocimiento basado en la asociación o la familiaridad, las propias señales fenotípicas del individuo, las señales químicas y los genes MHC. En los mecanismos de asociación/familiaridad, los individuos aprenden los perfiles fenotípicos de sus congéneres y utilizan esta plantilla para reconocerlos. Muchas especies lo consiguen "familiarizándose" con sus hermanos, compañeros de camada o de nido. Estas especies dependen de que las crías se críen en estrecha proximidad para lograr el reconocimiento de los parientes. Esto se denomina efecto Westermarck. Por ejemplo, Holmes y Sherman realizaron un estudio comparativo con ardillas terrestres del Ártico y ardillas terrestres de Belding. Manipularon los grupos criados para incluir tanto hermanos como compañeros de nido cruzados y descubrieron que en ambas especies los individuos eran igual de agresivos hacia sus compañeros de nido, independientemente del parentesco. En ciertas especies en las que los grupos sociales son muy estables, el parentesco y la asociación entre crías y otros individuos suelen estar muy correlacionados. Por lo tanto, el grado de asociación puede utilizarse como medidor del reconocimiento del parentesco.
Los individuos también pueden utilizar sus propias características o fenotipo como plantilla en el reconocimiento de parentesco. Por ejemplo, en un estudio, Mateo y Johnston hicieron que hámsters dorados se criaran sólo con personas no emparentadas y, posteriormente, les hicieron diferenciar entre olores de individuos emparentados y no emparentados sin ningún encuentro postnatal con personas emparentadas. Los hámsters fueron capaces de distinguir entre los olores, lo que demuestra el uso de su propio fenotipo para el reconocimiento de parentesco. Este estudio también proporciona un ejemplo de una especie que utiliza señales químicas para el reconocimiento de parentesco.
Los genes del complejo mayor de histocompatibilidad, o genes MHC, han sido implicados en el reconocimiento de parentescos. Una idea es que los genes MHC codifican un perfil de feromonas específico para cada individuo, que se utilizan para discriminar entre congéneres afines y no afines. Varios estudios han demostrado la implicación de los genes MHC en el reconocimiento de los parientes. Por ejemplo, Manning et al. llevaron a cabo un estudio en ratones domésticos que analizaba el comportamiento de esta especie de anidación comunal, o de amamantamiento de las crías propias y de las crías de otros individuos. Como afirman Manning et al., la teoría de la selección de parentesco predice que los ratones domésticos amamantarán selectivamente a las crías de sus parientes para maximizar la aptitud inclusiva. Manning et al. demuestran que los ratones domésticos utilizan los genes MHC en el proceso de discriminación entre parientes prefiriendo a los individuos que comparten las mismas formas alélicas de los genes MHC.

#### Reconocimiento de parentesco humano
El posible uso de mecanismos basados en el olfato en el reconocimiento del parentesco humano y la evitación de la endogamia se examinó en tres tipos diferentes de estudio. Los resultados indicaron que el olfato puede ayudar a mediar en el desarrollo de la evitación del incesto durante la infancia (el efecto Westermarck).

### Prevención post-copulatoria de la endogamia en ratones
Los experimentos de fecundación in vitro en ratones demostraron la existencia de una selección de espermatozoides a nivel gamético. Cuando se mezclaron espermatozoides de machos emparentados y no emparentados, se observó un sesgo de la fecundación hacia los espermatozoides de los machos no emparentados. Los resultados se interpretaron como una selección de espermatozoides impulsada por el óvulo contra espermatozoides emparentados.

### Prevención de la endogamia en las plantas
Se realizaron experimentos con la planta dioica Silene latifolia para comprobar si la selección postpolinización favorece a los donantes de polen menos emparentados y reduce la endogamia. Los resultados mostraron que en S. latifolia, y presumiblemente en otros sistemas vegetales con depresión endogámica, la selección de polen o embriones tras la polinización de múltiples donantes puede reducir la endogamia.

### Dispersión

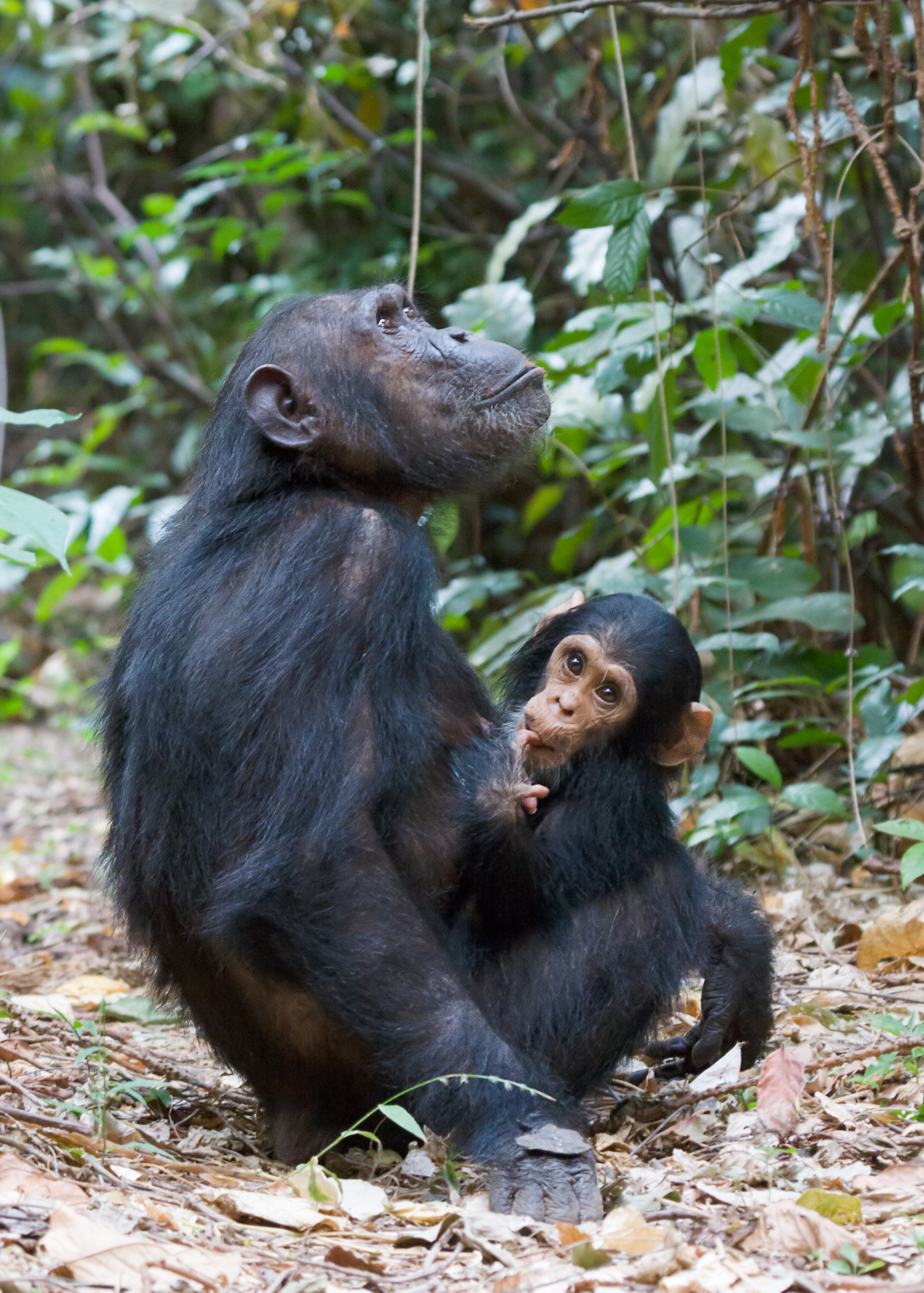
En el Parque Nacional de Gombe Stream, los chimpancés macho permanecen en su comunidad natal, mientras que las hembras se dispersan hacia otros grupos.

Algunas especies adoptan la dispersión como una forma de separar a los parientes cercanos y evitar la endogamia. La ruta de dispersión inicial que pueden adoptar las especies se conoce como dispersión natal, por la que los individuos se alejan de la zona de nacimiento. Posteriormente, las especies pueden recurrir a la dispersión reproductora, por la que los individuos se desplazan de un grupo no natal a otro. Nelson-Flower et al. (2012) llevaron a cabo un estudio sobre la curruca rabilarga y descubrieron que los individuos pueden viajar distancias más largas desde los grupos natales que desde los grupos no natales, lo que puede atribuirse a la posibilidad de encontrar parientes dentro de las áreas de distribución locales cuando se dispersan. El grado de dispersión de un individuo de una especie concreta depende de si los beneficios de la dispersión pueden compensar tanto los costes de la endogamia como los de la dispersión. Los desplazamientos a larga distancia pueden conllevar riesgos de mortalidad y costes energéticos.

#### Dispersión por sexos
En muchos casos de dispersión, un sexo muestra una mayor tendencia a dispersarse de su área natal que el sexo opuesto. El grado de sesgo para un sexo en particular depende de numerosos factores que incluyen, pero no se limitan a: sistema de apareamiento, organización social, endogamia y costes de dispersión, y factores fisiológicos. Cuando los costes y beneficios de la dispersión son simétricos tanto para machos como para hembras, entonces no se espera observar dispersión sesgada por sexo en las especies.

#### Dispersión de las hembras

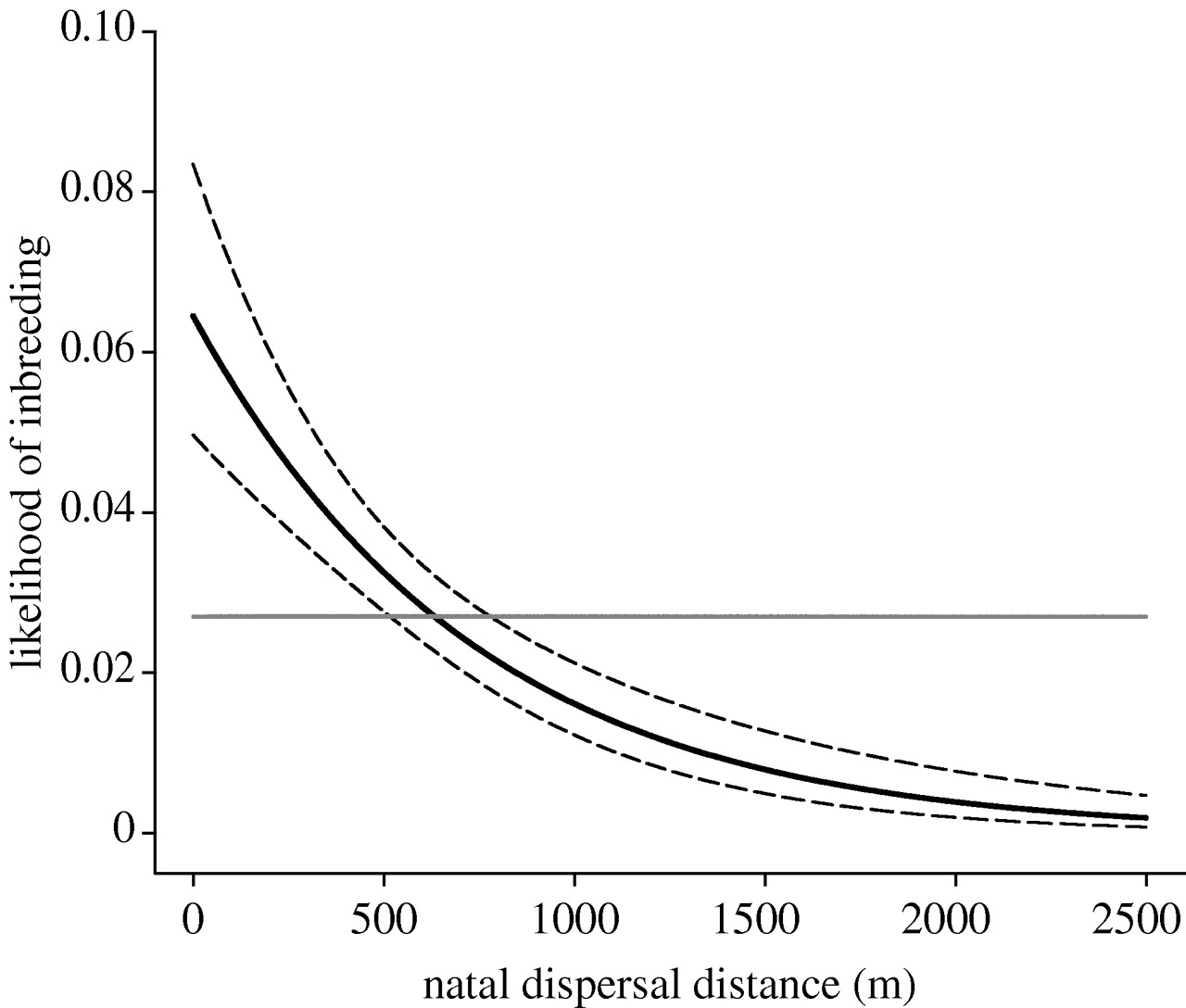
La probabilidad de aparearse con parientes disminuye con respecto a la distancia de dispersión natal (m). La línea en negrita muestra los valores ajustados en los que la distancia de dispersión natal se ajustó como predictor de la endogamia (f≥0,03125); las líneas discontinuas muestran el intervalo de confianza del 95% para el ajuste. La línea horizontal representa la probabilidad media de endogamia de toda la población.

Las aves tienden a adoptar sistemas de apareamiento monógamos en los que los machos permanecen en sus grupos natales para defender territorios familiares con alta calidad de recursos. Las hembras suelen tener un elevado gasto energético cuando producen descendencia, por lo que la endogamia es costosa para las hembras en términos de supervivencia de la descendencia y éxito reproductivo. Por tanto, las hembras se beneficiarán más dispersándose y eligiendo entre estos machos territoriales. Además, según la hipótesis de Edipo, las hijas de las hembras pueden engañar a sus madres mediante el parasitismo de puesta, por lo que las hembras las expulsarán del nido, obligando a sus hijas a dispersarse. La dispersión de las hembras no sólo se observa en las aves; los machos pueden permanecer filopátricos en los mamíferos cuando la residencia media de los machos adultos en un grupo reproductor supera la edad media de maduración y concepción de las hembras. Por ejemplo, en una comunidad de chimpancés del Parque Nacional de Gombe, los machos tienden a permanecer en su comunidad natal durante toda su vida, mientras que las hembras suelen trasladarse a otras comunidades en cuanto alcanzan la madurez.

#### Dispersión de los machos
La dispersión de los machos es más común en mamíferos con sistemas de reproducción cooperativa y poligínicos. Los machos juveniles de marsupiales australianos tienen una mayor tendencia a dispersarse de sus grupos natales, mientras que las hembras permanecen filopátricas. En Antechinus esto se debe a que los machos mueren inmediatamente después del apareamiento; por lo tanto, cuando se dispersan para aparearse, a menudo se encuentran con grupos natales de hembras sin ningún macho presente. Además, la hipótesis de Edipo también afirma que los padres en sistemas poligínicos desalojarán a los hijos con potencial para cornearlos. Los sistemas de apareamiento poligínicos también influyen en la competencia intrasexual entre machos, ya que en los casos en los que los machos pueden vigilar a varias hembras y ejercer su dominio, los machos subordinados suelen verse obligados a dispersarse a otros grupos no natales.
Cuando las especies adoptan mecanismos alternativos para evitar la endogamia, pueden influir indirectamente en si una especie se dispersará. Su elección de machos de grupo no natos selecciona entonces la dispersión de los machos.

### Maduración retardada
El retraso de la maduración sexual de las crías en presencia de los padres es otro mecanismo por el que los individuos evitan la endogamia. El retraso de la maduración puede deberse a la eliminación del progenitor original del sexo opuesto, como en el caso de las hembras de león, que adelantan el celo tras la sustitución de sus padres por nuevos machos. Otra forma de maduración retardada implica la presencia parental que inhibe la actividad reproductiva, como en el caso de las crías maduras de tití que son suprimidas reproductivamente en presencia de padres y hermanos del sexo opuesto en sus grupos sociales. La supresión reproductiva ocurre cuando a los individuos sexualmente maduros de un grupo se les impide reproducirse debido a estímulos conductuales o químicos de otros miembros del grupo que suprimen el comportamiento reproductivo. Las señales sociales del entorno a menudo dictan cuándo se suprime la actividad reproductiva e implica interacciones entre adultos del mismo sexo. Si las condiciones actuales para la reproducción son desfavorables, como cuando sólo se presenta la endogamia como medio para reproducirse, los individuos pueden aumentar su éxito reproductivo a lo largo de su vida programando sus intentos reproductivos para que ocurran durante condiciones más favorables. Esto puede lograrse suprimiendo la actividad reproductiva en condiciones desfavorables.
La prevención de la endogamia entre las crías filopátricas y sus padres/hermanos restringe gravemente las oportunidades de reproducción de los subordinados que viven en sus grupos sociales. Un estudio de O'Riain et al. (2000) examinó los grupos sociales de suricatas y los factores que afectan a la supresión reproductiva en las hembras subordinadas. Descubrieron que en los grupos familiares, la ausencia de un individuo dominante de cualquier sexo conducía a la quiescencia reproductiva. La actividad reproductiva sólo se reanudaba cuando otra hembra sexualmente madura obtenía el dominio y cuando llegaba un macho no emparentado. La reproducción requería tanto la presencia de una pareja no emparentada del sexo opuesto, que actuaba como estímulo apropiado sobre los subordinados suprimidos reproductivamente que estaban quiescentes en presencia del individuo dominante original.

### Cópulas fuera de la pareja

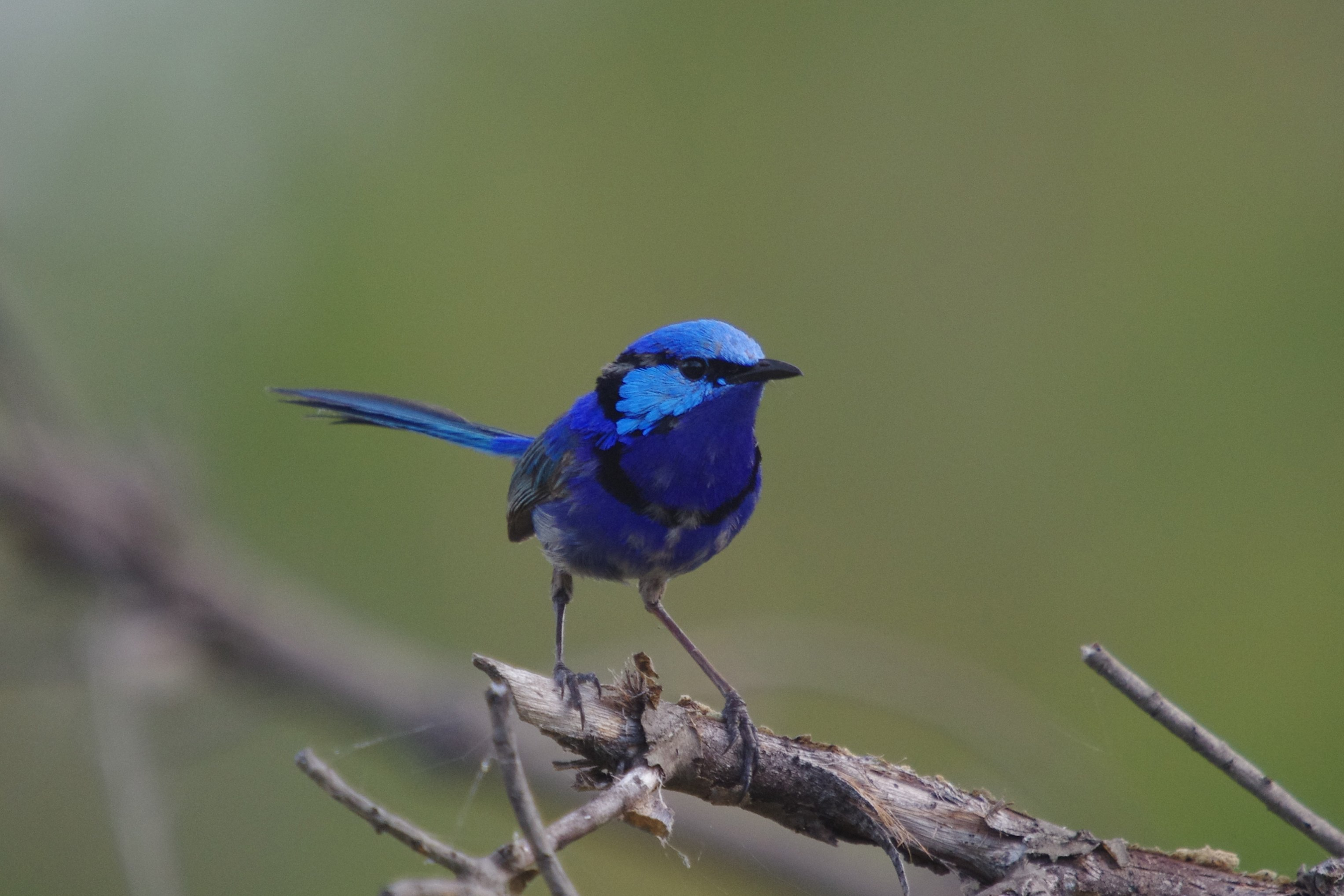
Los análisis de ADN han demostrado que el 60% de las crías de los nidos de splendid fairywrens fueron engendradas mediante cópulas extrapareja, en lugar de por machos residentes[12].

En varias especies, las hembras se benefician del apareamiento con múltiples machos, produciendo así más descendencia de mayor diversidad genética y potencialmente de mayor calidad. Las hembras unidas en pareja a un macho de baja calidad genética, como puede ocurrir en la endogamia, son más propensas a realizar cópulas fuera de la pareja para mejorar su éxito reproductivo y la supervivencia de su descendencia. Esta mejora de la calidad de la descendencia se genera a partir de los efectos intrínsecos de los genes buenos o de las interacciones entre genes compatibles de los progenitores. En la endogamia, la pérdida de heterocigosidad contribuye a la disminución general del éxito reproductivo, pero cuando los individuos participan en cópulas fuera de la pareja, el apareamiento entre individuos genéticamente distintos conduce a un aumento de la heterocigosidad.
Las cópulas fuera de la pareja implican una serie de costes y beneficios tanto para los machos como para las hembras. Para los machos, la cópula fuera de la pareja implica pasar más tiempo lejos de la pareja original en busca de otras hembras. Esto supone el riesgo de que la hembra original sea fecundada por otros machos mientras el macho original busca pareja, con la consiguiente pérdida de paternidad. La compensación de este coste depende totalmente de si el macho es capaz de fecundar los huevos de otras hembras en la cópula extrapareja. Para las hembras, las cópulas extra-pareja aseguran la fertilización de los huevos y proporcionan una mayor variedad genética con espermatozoides compatibles que evitan la expresión de genes recesivos dañinos que vienen con la endogamia. Mediante el apareamiento extra-pareja, las hembras son capaces de maximizar la variabilidad genética de su descendencia, proporcionando protección contra los cambios ambientales que de otro modo podrían afectar a las poblaciones más homocigóticas que la endogamia suele producir.
Que una hembra realice cópulas fuera de la pareja para evitar la endogamia depende de si los costes de la cópula fuera de la pareja superan los costes de la endogamia. En las cópulas extra-pareja, tanto los costes de la endogamia como la pérdida de la pareja masculina (que lleva a la pérdida del cuidado paterno) deben considerarse con los beneficios del éxito reproductivo que proporciona la cópula extra-pareja. Cuando el cuidado paterno está ausente o tiene poca influencia en la supervivencia de la descendencia, suele ser favorable para las hembras realizar cópulas extrapareja para aumentar el éxito reproductivo y evitar la endogamia.

## Brechas
La evitación de la endogamia se ha estudiado mediante tres métodos principales: (1) observando el comportamiento individual en presencia y ausencia de parientes cercanos, (2) contrastando los costes de la evitación con los costes de tolerar la endogamia cercana, y (3) comparando las frecuencias observadas y aleatorias de la endogamia cercana. Ningún método es perfecto, lo que plantea dudas sobre la exhaustividad y coherencia de la hipótesis de la evitación de la endogamia. Aunque la primera opción, la observación del comportamiento individual, es la preferida y la más utilizada, sigue habiendo debate sobre si puede aportar pruebas definitivas de la prevención de la endogamia.
La mayor parte de la bibliografía sobre la evitación de la endogamia se publicó hace al menos 15 años, lo que ha permitido el crecimiento y desarrollo del estudio mediante métodos experimentales y tecnología contemporáneos. Las técnicas moleculares, como las huellas de ADN, son ahora más avanzadas y accesibles, lo que mejora la eficacia y la precisión de la medición del parentesco. El estudio de la evitación de la endogamia en carnívoros ha suscitado un mayor interés debido a los trabajos en curso para explicar sus comportamientos sociales.